# Sommerberg bei Frauenstein
Sommerberg bei Frauenstein ist ein Naturschutzgebiet nordwestlich des Wiesbadener Stadtteils Frauenstein.

## Lage
Das gut 26 Hektar große Schutzgebiet unterhalb von Schloss Sommerberg wurde am 11. Dezember 1992 im Naturraum des Rheingau-Wiesbadener Vortaunus (Teil des Vortaunus) nach dem Hessischen Naturschutzgesetz ausgewiesen. Es ist Teil des Naturparks Rhein-Taunus und liegt innerhalb des Landschaftsschutzgebietes Stadt Wiesbaden. Es umfasst einen in südwestlicher Richtung gelegenen Steilhang mit angrenzenden Streuobstwiesen sowie die Talaue des Erlenbachs oberhalb von Hof Armada.

## Naturschutz
Der Hang dient als Lebensraum für wärmeliebende Tier- und Pflanzenarten, unter anderem die seltene Äskulapnatter. Im Oberlauf des Erlenbachs, der über den Lindenbach in den Rhein mündet, befinden sich Feuchtgrünland, Fettwiese, Hochstaudenfluren und naturnahe Waldbestände. Im Unterlauf sind aus extensiver Nutzung herrührende artenreiche Bestände an Glatthafer, Pfeifengras und Waldbinsen zu finden.
Das Schutzgebiet wird vom Naturschutzhaus Wiesbaden und dem Forsthaus Chausseehaus betreut. Der „Schlangenpfad“ erläutert Besuchern die Äskulapnatter, ihren Lebensraum und das Artenschutzprojekt.